# Sole Jaimes
Florencia Soledad Jaimes, nota come Sole Jaimes (Nogoyá, 20 gennaio 1989), è una calciatrice argentina, attaccante del Flamengo e della nazionale argentina.

## Carriera

### Nazionale
Jaimes inizia ad essere convocata dalla Federazione calcistica dell'Argentina (AFA) fin dal 2006, inizialmente per vestire la maglia della formazione Under-20 impegnata al Mondiale di Cile 2008 e affidata al tecnico Yasushi Kawakami. In quell'occasione viene impiegata in tutti i tre incontri giocati dalla sua nazionale nella fase a gironi, dove l'Argentina, con un pareggio, a reti involate con la Cina, e due sconfitte, 3-0 con gli Stati Uniti e 3-1 con la Francia, dove James è autrice dell'unica rete argentina del torneo, si classifica al quarto e ultimo posto del gruppo B, venendo di conseguenza eliminata.
Per il debutto nella nazionale maggiore in un torneo ufficiale deve aspettare i Giochi panamericani di Toronto 2015, convocata dal tecnico Julio Olarticoechea e nel quale viene impiegata in due incontri.
In seguito è convocata dal commissario tecnico Carlos Borrello al Campionato sudamericano di Cile 2018, torneo che serve anche per assegnare l'accesso al Mondiale di Francia 2019. In quell'occasione Borrello la impiega in tutti i sei incontri disputati nel torneo, durante il quale sigla complessivamente 5 reti, dove l'Argentina termina al terzo posto del girone finale giocandosi di conseguenza, nello spareggio CONCACAF-CONMEBOL, l'ultimo posto disponibile per il mondiale con Panama. Il doppio incontro di andata e ritorno dell'8 e 13 novembre 2018, dove Jaimes non viene convocata, hanno visto prevalere l'Argentina con un punteggio complessivo di 5-1, riportando la nazionale sudamericana ad un Mondiale dopo l'unica sua partecipazione all'edizione di Cina 2007. Borrello decide di convocarla anche per l'edizione inaugurale della Cup of Nations, dove scende in campo in tutti i tre incontri del torneo, prima di inserirla nella lista definitiva delle 23 calciatrici comunicata il 22 maggio 2019 in partenza per il mondiale di Francia. Impiegata in tutti i tre incontri della fase a gironi, dove l'Argentina è inserita nel gruppo D, condivide con le compagne il percorso che vede  la sua nazionale risultare, pur subendo subito l'eliminazione, tra le sorprese del torneo, pareggiando a reti involate con la Cina, subendo la sconfitta per 3-0 dagli Stati Uniti, poi vincitori del trofeo, e infine pareggiando nuovamente con la Scozia recuperando 3 reti di svantaggio nell'ultimo quarto d'ora di gioco sfiorando il passaggio del turno.

## Statistiche

### Presenze e reti nei club
Aggiornate al 14 maggio 2022.
| Stagione        | Squadra         | Campionato      | Campionato | Campionato | Coppe nazionali | Coppe nazionali | Coppe nazionali | Coppe internazionali | Coppe internazionali | Coppe internazionali | Altre coppe | Altre coppe | Altre coppe | Totale | Totale |
| Stagione        | Squadra         | Comp            | Pres       | Reti       | Comp            | Pres            | Reti            | Comp                 | Pres                 | Reti                 | Comp        | Pres        | Reti        | Pres   | Reti   |
| --------------- | --------------- | --------------- | ---------- | ---------- | --------------- | --------------- | --------------- | -------------------- | -------------------- | -------------------- | ----------- | ----------- | ----------- | ------ | ------ |
| 2018-2019       | Olympique Lione | D1              | 5          | 1          | CF              | 2               | 0               | UWCL                 | 0                    | 0                    |             | -           | -           | 24     | 0      |
| 2019            | Santos          | A1              | 6          | 4          |                 | -               | -               |                      | -                    | -                    |             | -           | -           | 6      | 4      |
| 2020            | Santos          | A1              | ?          | ?          |                 | ?               | ?               |                      | -                    | -                    |             | -           | -           | ?      | ?      |
| 2021            | Santos          | A1              | 9          | 5          |                 | -               | -               |                      | -                    | -                    |             | -           | -           | 9      | 5      |
| Totale Santos   | Totale Santos   | Totale Santos   | 15         | 9          |                 | ?               | ?               |                      | -                    | -                    |             | -           | -           | 15     | 9      |
| 2021-2022       | Napoli          | A               | 14         | 2          | CI              | 2               | 0               |                      | -                    | -                    |             | -           | -           | 16     | 2      |
| Totale carriera | Totale carriera | Totale carriera | 34+        | 12+        |                 | 4+              | 0+              |                      | 0                    | 0                    |             | -           | -           | 38+    | 12+    |

## Palmarès

### Club

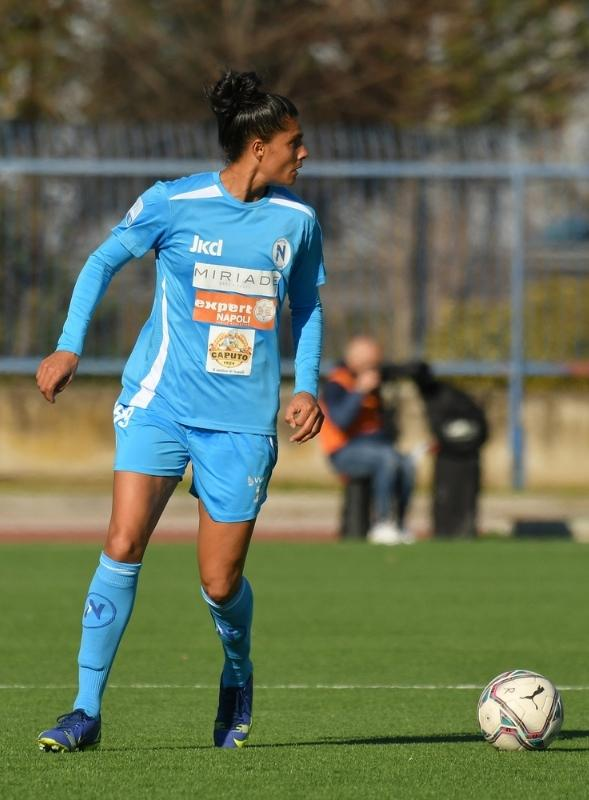
Sole Jaimes in azione con la maglia del Napoli nella stagione 2021-22.

- Campionato brasiliano: 1

Santos: 2017
- Campionato francese: 1

Olympique Lione: 2018-2019
- UEFA Women's Champions League: 1

Olympique Lione: 2018-2019